# Franz Bacher
Franz Bacher (16. června 1884 Praha – 16. března 1945 Osvětim) byl československý politik německé národnosti, meziválečný poslanec Národního shromáždění za Německé pracovní a volební společenství (DAWG).

## Biografie
Původně byl členem Německé demokratické svobodomyslné strany (DDFP). Působil v redakci listu Bohemia. Stal se jednatelem organizace Syndikat der Prager Tagespresse. Od roku 1919 vedl organizaci Reichsgewerkschaft der deutschen Presse, která sdružovala německojazyčný tisk v Československu. Funkci zastával až do roku 1938, kdy byl vytlačen kvůli svému židovskému původu.
Po parlamentních volbách v roce 1929 získal za Německé pracovní a volební společenství (DAWG) poslanecké křeslo v Národním shromáždění. Mandát ale získal až dodatečně, v prosinci 1931, jako náhradník poté, co zemřel poslanec Bruno Kafka. V parlamentu působil jako hospitant v poslaneckém klubu Německého svazu zemědělců. Od roku 1933 už patřil v rámci DAWG k hlavním postavám. Byl šéfredaktorem deníku Bohemia.
Podle údajů k roku 1931 byl profesí redaktorem v Praze.
Už 16. března 1939 u něj dva příslušníci gestapa provedli domovní prohlídku. Pokusil se následně o sebevraždu. Už v listopadu 1938 požádal o vystěhování do Velké Británie. A žádost podal opět v červenci 1939. Snaha o emigraci nebyla úspěšná. Později byl deportován do koncentračního tábora. Zemřel na konci druhé světové války 16. března 1945 v Osvětimi. Podle jiného zdroje zahynul v koncentračním táboře Terezín.